# Nickelodeon Kids’ Choice Awards 1994
7. gala Nickelodeon Kids’ Choice Awards odbyła się w roku 1994. Prowadzącymi galę byli Joey Lawrance, Candace Cameron i Marc Weiner.

## Prowadzący
- Joey Lawrance
- Candace Cameron
- Marc Weiner

## Zwycięzcy

### Najlepszy aktor
- Tim Allen (Pan Złota Rączka)

### Najlepsza aktorka
- Candace Cameron (Pełna chata)

### Najlepszy film telewizyjny
- Pan Złota Rączka

### Hala Sław
- Boyz II Men